# Manga
Manga je japonska beseda, ki pomeni strip. Kot tudi besedo anime, smo jo v Amerikah in Evropi prevzeli kot termin, ki označuje zgolj na japonskem nastale stripe. Medtem ko je branje mang na Slovenskem še vedno subkultura in drag hobi, so na japonskem čtivo, po katerem posega takorekoč vsak in zajemajo vse žanre, ki se v tisku lahko pojavijo. Od drame, komedije, znanstvene fantastike, do navodil o kuhanju ali pornografije.
Po navadi se delijo glede na ciljno občinstvo (dečki, deklice, študenti, študentke, moški, ženske ...) in izhajajo v tedenskih, dvotedenskih ali mesečnih zbornikih namenjenih tem ciljnim skupinam. Na poti v šolo ali službo prebrani zborniki polnijo smetnjake japonskih železniških postaj in metroja, uspešni naslovi pa kasneje izhajajo tudi v zvezkih, kakršni se nato prodajajo tudi v tujini. Tudi sistem zbornikov se je že preselil na zahod. Njihova priljubljenost na zahodu sicer raste s priljubljenostjo animejev, katerim vedno pogosteje služijo kot predloga.
Obstaja tudi v slovenščino prevedena manga Princess Ai.

### Slovenske strani
- Manga.si Arhivirano 2021-01-27 na Wayback Machine.
- AnimeSlovenija
- SloCartoon.net
- SloAnime.org

### Tuje strani
- Anime News Network